# Frankfurt (Schiff, 1915)
Die Frankfurt war ein Kleiner Kreuzer der Kaiserlichen Marine während des Ersten Weltkrieges. Sie war das zweite Schiff der Wiesbaden-Klasse.

## Geschichte
Die Frankfurt wurde auf der Kaiserlichen Werft in Kiel (Baunummer 40) unter der Bezeichnung „Ersatz Hela“ gebaut. Sie lief am 30. März 1915 vom Stapel und wurde am 20. August in Dienst gestellt.
Nach dem Abschluss der Erprobungen am 12. Oktober 1915 wurde die Frankfurt der II. Aufklärungsgruppe zugeteilt. Sie führte Handelskrieg im Skagerrak und im Kattegat. Im März und April 1916 unternahm sie mehrere Vorstöße zur englischen Ostküste. In der Skagerrakschlacht war sie das Flaggschiff der II. Aufklärungsgruppe, die von Konteradmiral Friedrich Boedicker kommandiert wurde. Ihr Schwesterschiff Wiesbaden wurde in dieser Schlacht versenkt; die Frankfurt erhielt dagegen nur wenige Treffer. Nach ihrer Wiederinstandsetzung versah sie Vorposten- und Sicherungsdienste in der Nordsee.
Im Herbst 1917 nahm die Frankfurt an der Besetzung der Baltischen Inseln teil. Danach kehrte sie in die Nordsee zurück. Am 17. November 1917 kam es zum zweiten Seegefecht bei Helgoland. Die Frankfurt erhielt mehrere Treffer und hatte 6 Gefallene sowie 18 Verwundete zu beklagen.
Im letzten Kriegsjahr war die Frankfurt wieder im Vorposten- und Sicherungsdienst in der Nordsee sowie an diversen Mineneinsätzen beteiligt. Am 12. August 1918 kam das Schiff zur IV. Aufklärungsgruppe. Es löste dort den Minenkreuzer Brummer ab und wurde in die Ostsee verlegt. Schon fünf Tage später wurde die Frankfurt von dem Kleinen Kreuzer Regensburg abgelöst und kehrte in die Nordsee zurück. Nach einem Werftaufenthalt in Wilhelmshaven wurde die Frankfurt erneut in die Ostsee verlegt. Am 21. Oktober 1918 rammte sie versehentlich das Unterseeboot UB 89. Das U-Boot sank, wobei sieben Männer ertranken.
Nach Kriegsende wurde das Schiff in Scapa Flow interniert. Sein Ankerplatz befand sich im Norden der Bucht, nahe unter der Küste der Insel Mainland. Als am 21. Juni 1919 der Befehl zur Selbstversenkung gegeben wurde, öffnete man auch auf der Frankfurt die Seeventile. Den Briten gelang es jedoch, die Versenkung zu verhindern, indem sie das Schiff in flachem Wasser auf Grund setzten. Es wurde im März 1920 als Kriegsbeute an die Vereinigten Staaten ausgeliefert, kurzzeitig in Dienst gestellt und dort am 18. Juli 1921 bei Versuchen mit Fliegerbomben versenkt.

## Technische Beschreibung
Die Schiffe der Wiesbaden-Klasse hatten mit einer Länge von 145,3 m, einer Breite von 13,9 m und einem Tiefgang von 6 m eine Konstruktionsverdrängung von knapp 5200 t. Voll ausgerüstet verdrängte die Frankfurt 6610 Tonnen. Davon entfielen allein 1280 Tonnen auf Kohle und 470 Tonnen auf Öl, womit das Schiff bei einer Geschwindigkeit von 12 kn eine Reichweite von 4800 Seemeilen hatte. Die Besatzung umfasste 590 Mann.
Der Rumpf war mit einer 6-cm-Gürtel- und 4-cm-Deckspanzerung leicht gepanzert. Der Antrieb erfolgte über zwei Sätze Dampfturbinen, die insgesamt 31.000 Wellen-PS erbrachten und dem Schiff eine maximale Geschwindigkeit von 27,5 kn verliehen. Der Dampf wurde durch zehn Kohle- und zwei ölgefeuerte Dampfkessel erzeugt.
Die Frankfurt war mit acht 15-cm-Geschützen in Einzellafetten bewaffnet. Zwei dieser Geschütze waren nebeneinander auf dem Vorschiff aufgestellt. Zwei befanden sich überfeuernd auf dem Achterschiff, während jeweils zwei seitlich der vorderen und hinteren Decksaufbauten aufgestellt waren. Ferner waren zwei 8,8-cm-Geschütze zur Flugabwehr montiert und das Schiff mit vier Torpedorohren vom Kaliber 50 cm ausgestattet. Davon waren zwei unterhalb der Wasserlinie in den Rumpf eingebaut. Die beiden anderen befanden sich an Oberdeck. Zusätzlich konnte die Frankfurt bis zu 120 Seeminen mitführen.

## Kommandanten
| Fregattenkapitän/Kapitän zur See Thilo von Trotha   | August 1915 bis November 1916    | August 1915 bis November 1916    |
| Fregattenkapitän/Kapitän zur See Fritz Rebensburg   | November 1916 bis September 1917 | November 1916 bis September 1917 |
| Fregattenkapitän/Kapitän zur See Otto Seidensticker | September 1917 bis August 1918   | September 1917 bis August 1918   |
| Fregattenkapitän Alfred Lassen                      | August bis November 1918         | August bis November 1918         |
| Kapitänleutnant Hans Beesel                         | Internierungskommandant          | Internierungskommandant          |

## Verbleib
Das Schiff wurde am 18. Juli 1921 als Zielschiff für Luftangriffe von der United States Navy versenkt.

## Bildergalerie

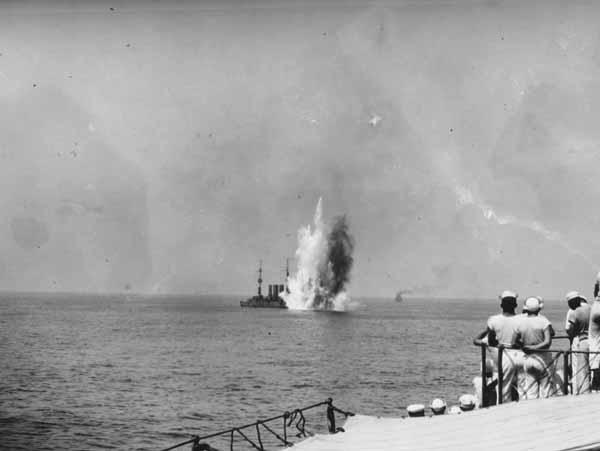
Angriff mit 125-kg- und 300-kg-Bomben
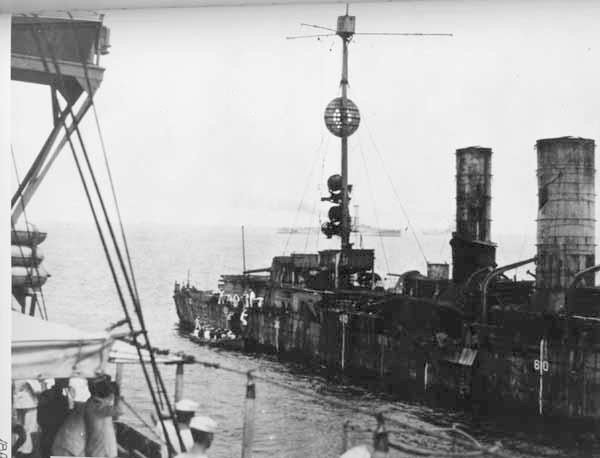
Marinebeobachter untersuchen die Bombenwirkung
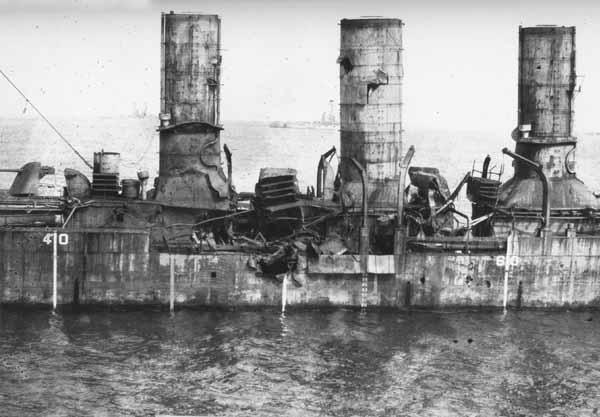
Details der Bombenwirkung
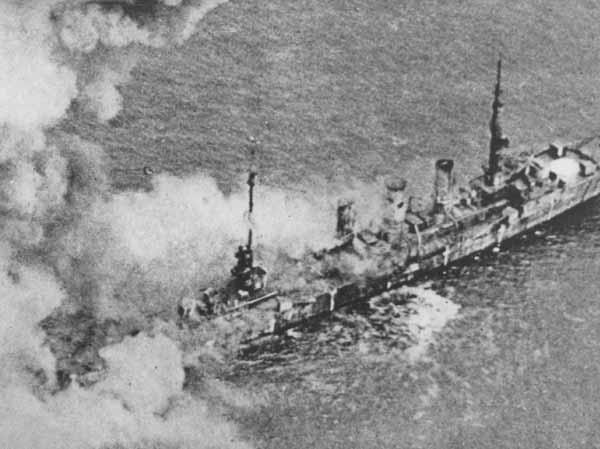
Das Schiff brennt
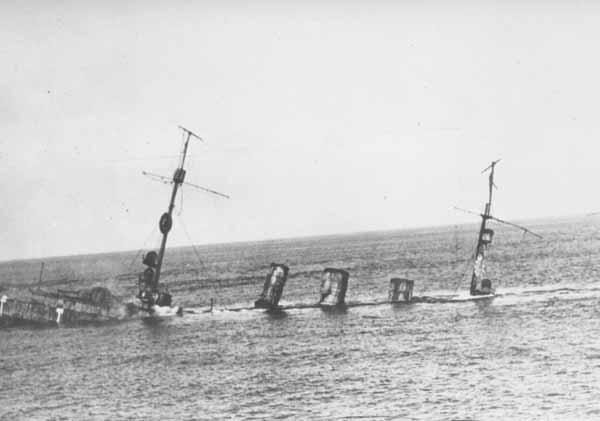
Das Ende der Frankfurt